# 严智开
严智开（1894年—1942年），中国美术教育先驱。字季聪，天津人。

## 生平
1894年6月，生于天津。祖籍浙江省慈溪县（今属宁波市）。是著名教育家严修的第五子（一说，第六子）。
早年在家中受教，严修专门聘请家庭教师日本女教师大野伶子指导严智开。17岁时，赴日本留学，专攻美术。就读于东京美术学校（今为東京藝術大學）。1918年，毕业于东京美术学校西洋画科。后留学美国，入纽约哥伦比亚大学，专攻西方绘画。1921年，考取官费留学法国，入读巴黎美术学校。

## 贡献
严智开回国后曾担任国立北京美术学校主任教授、教务长之职。创办了天津美术馆，并担任馆长。